# Misje dyplomatyczne w Zjednoczonych Emiratach Arabskich
     Zjednoczone Emiraty Arabskie
     Kraje, które mają swoje przedstawicielstwa dyplomatyczne w Zjednoczonych Emiratach Arabskich z siedzibą w Abu Zabi

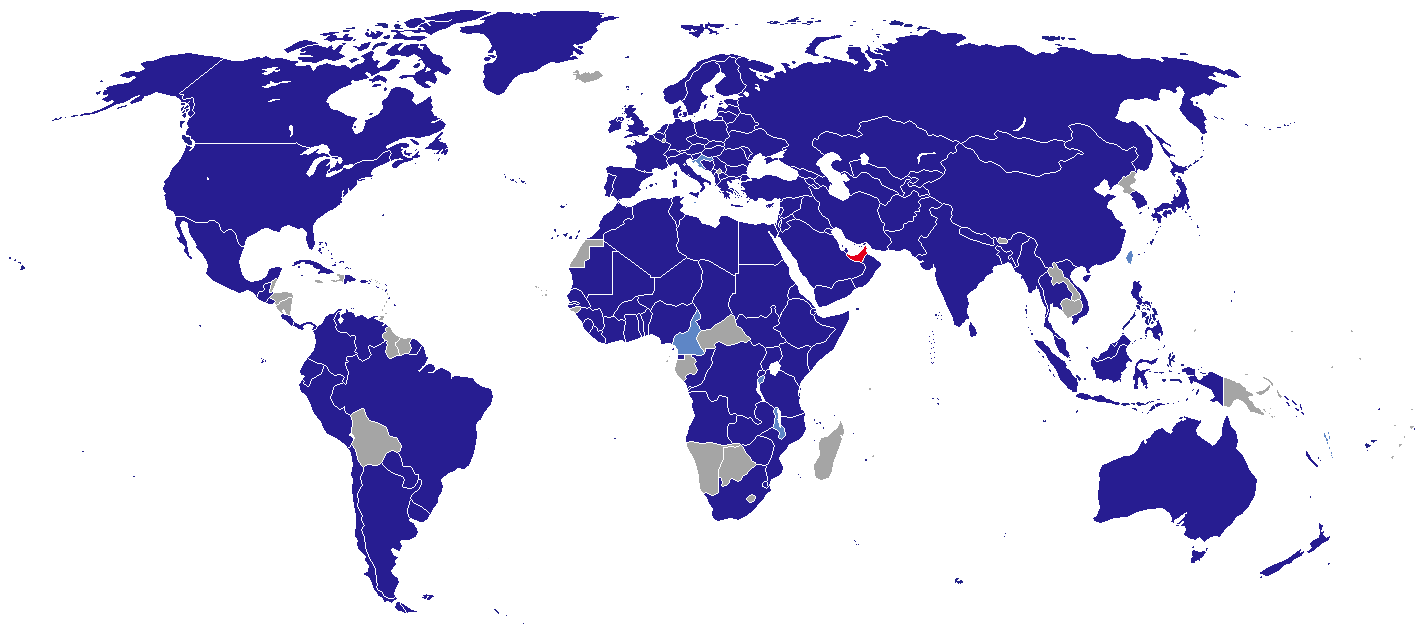
Zjednoczone Emiraty Arabskie
Kraje, które mają swoje przedstawicielstwa dyplomatyczne w Zjednoczonych Emiratach Arabskich z siedzibą w Abu Zabi

Misje dyplomatyczne w Zjednoczonych Emiratach Arabskich – obecne przedstawicielstwa dyplomatyczne w Zjednoczonych Emiratach Arabskich. Stan na kwiecień 2021. Lista pomija ambasadorów wizytujących i konsulów honorowych.
Dziekanem korpusu dyplomatycznego akredytowanego w Zjednoczonych Emiratach Arabskich jest szef misji dyplomatycznej w najwyższej klasie i o najdłuższym stażu.

## Misje dyplomatyczne w Zjednoczonych Emiratach Arabskich
Wszystkie przedstawicielstwa mają swoją siedzibę w Abu Zabi
| - Albania - Austria - Belgia - Białoruś - Bośnia i Hercegowina - Cypr - Czarnogóra - Czechy - Dania - Finlandia - Francja - Grecja - Hiszpania - Holandia - Irlandia - Kosowo - Litwa - Luksemburg - Łotwa - Macedonia Północna - Malta - Mołdawia - Niemcy - Norwegia - Polska - Portugalia - Rosja - Rumunia - Serbia - Słowacja - Stolica Apostolska - Szwajcaria - Szwecja - Ukraina - Węgry - Wielka Brytania - Włochy | - Afganistan - Arabia Saudyjska - Armenia - Azerbejdżan - Bahrajn - Bangladesz - Brunei - Chiny - Filipiny - Gruzja - Indie - Indonezja - Irak - Iran - Japonia - Jemen - Jordania - Kazachstan - Kirgistan - Korea Południowa - Kuwejt - Liban - Malediwy - Malezja - Nepal - Oman - Pakistan - Palestyna - Singapur - Sri Lanka - Syria - Tadżykistan - Tajlandia - Turcja - Turkmenistan - Uzbekistan - Wietnam | - Australia - Fidżi - Nowa Zelandia - Tonga | - Algieria - Angola - Benin - Egipt - Erytrea - Eswatini - Dżibuti - Gambia - Gwinea - Kenia - Komory - Libia - Mali - Maroko - Mauretania - Mozambik - Niger - Nigeria - Południowa Afryka - Rwanda - Senegal - Seszele - Sierra Leone - Somalia - Sudan Południowy - Tanzania - Tunezja - Uganda - Zimbabwe | - Argentyna - Brazylia - Chile - Kolumbia - Urugwaj - Wenezuela | - Dominikana - Gwatemala - Kanada - Kostaryka - Kuba - Meksyk - Panama - Stany Zjednoczone |

## Misje dyplomatyczne przy innych państwach z dodatkową akredytacją w Zjednoczonych Emiratach Arabskich
W nawiasach podano miasto, w którym rezyduje dany przedstawiciel.
| - Chorwacja (Kair) - Słowenia (Kair) | - Bhutan (Kuwejt) - Laos (Kuwejt) - Mongolia (Kuwejt) | - Burkina Faso (Rijad) - Burundi (Kair) - Etiopia (Rijad) - Kamerun (Rijad) - Gabon (Rijad) - Ghana (Rijad) - Gwinea Bissau (Rijad) - Kongo (Kair) - Lesotho (Kuwejt) - Malawi (Kuwejt) - Mauritius (Kair) - Wybrzeże Kości Słoniowej (Rijad) - Zambia (Rijad) | - Ekwador (Kair) - Honduras (Kair) - Nikaragua (Kuwejt) |

## Misje konsularne w Zjednoczonych Emiratach Arabskich
uwzględniono jedynie konsulaty zawodowe; wszystkie znajdują się w Dubaju
| Europa Konsulaty generalne Białoruś Bułgaria Dania Francja Holandia Malta Niemcy Rosja Rumunia Szwajcaria Włochy Konsulaty Norwegia Wielka Brytania | Azja Konsulaty generalne Arabia Saudyjska Azerbejdżan Bangladesz Chiny Indie Indonezja Irak Iran Japonia Jemen Jordania Kazachstan Kirgistan Korea Południowa Kuwejt Liban Malawi Malezja Pakistan Palestyna Singapur Syria Tadżykistan Tajlandia Turkmenistan Uzbekistan Konsulaty Afganistan Filipiny Sri Lanka Turcja | Australia i Oceania Konsulaty generalne Australia Nowa Zelandia | Afryka Konsulaty generalne Algieria Angola Benin Burundi Czad Egipt Erytrea Etiopia Ghana Kenia Komory Liberia Libia Maroko Mozambik Niger Nigeria Południowa Afryka Somalia Sudan Południowy Tunezja Konsulaty Gwinea Równikowa Tanzania | Ameryka Południowa Konsulaty generalne Peru Ameryka Północna Konsulaty generalne Grenada Kanada Panama Stany Zjednoczone |